# Romano Romanelli
Romano Romanelli, född 1882 i Florens, död 1968, var en italiensk skulptör och professor.
Romanelli har utfört ett flertal verk i Rom, bland annat ryttarstatyn över Skanderbeg på Piazza Albania 1940 samt ett flertal krucifix i brons.